# XHHES-FM
XHHES-FM es una estación de radio con licencia en la ciudad de Chihuahua, Chihuahua, México. Transmite en 94.1 MHz de la banda de Frecuencia Modulada con 25 kW de potencia.
Actualmente se le conoce como La Patrona.

## Historia
La estación fue concesionada en favor de "Radio Vinculación, S.A." el 16 de noviembre de 1994, con identificativo de llamada XEHES-AM con 1 kW de potencia diurna en los 1040 kHz de AM. El 25 de octubre de 2002 se autorizó aumentar la potencia diurna a 5 kW y operar en horario nocturno con 250 watts de potencia.
El 1 de marzo de 2010, la emisora fue vendida a Grupo BM Radio, y la titularidad de la concesión cambió en nombre de "XEHES-AM, S.A. de C.V." momento en el cual la estación se afilió a Grupo Radiorama.
El 19 de octubre de 2011, se notificó la autorización de cambio de frecuencia de AM por una de FM, quedando como XHHES-FM en el 94.1 MHz de FM, a 25 kW de potencia. Las emisiones de AM terminaron en 2013.
En 2016, XHHES y XHUA-FM 90.1 cambiaron de formato y operación, y XHHES heredó el formato contemporáneo "Estéreo Vida" de larga data.
En 2020, Grupo Bustillos Radio se hizo cargo de la operación de XHHES-FM y cambió la estación a su formato "La Patrona" de música grupera.

## Formato
La estación se maneja mediante propiedad de Grupo Radiorama y es controlada por su filial en Chihuahua, y usa el formato conocido como "La Patrona". La estación anteriormente llevó los formatos de Radio Luz, Éxtasis Digital, Radiorama Siglo XXI, Estéreo Sensación y Estéreo Vida.